# Canajoharie, New York
Canajoharie, seosko naselje u američkoj državi New York koje se nalazi na mjestu nešto istočnije od starog istoimenog sela Mohawk Indijanaca, Canajoharie, na području današnjeg okruga Montgomery u granicama grada Canajoharie.
Canajoharie se nalazi južno od rijeke Mohawk. Prvi naseljenici dolaze ovamo oko 1730. a kako su Mohawki bili saveznici Btritanaca u vrijeme Američke revolucije an njihova zemlja je prodana privatnim vlasnicima.
Selo 2010. godine ima populaciju od 2.229 stanovnika.